# Ратататата
«Ратататата» — песня российского видеоблогера и рэп-исполнителя Моргенштерна и Вити АК с третьего студийного альбома Моргенштерна «Легендарная пыль», выпущенного 17 января 2020 года на лейбле Zhara Music. По итогам 2020 года песня заняла 2 позицию в социальной сети ВКонтакте.

## Предыстория
20 декабря 2019 года Моргенштерн выпускает сингл и видеоклип «Yung Hefner», в котором анонсирует запись нового альбома в прямом эфире на YouTube в январе 2020 года. С 6 по 12 января Моргенштерн записывал альбом в прямом эфире, за исключением 10 января, который Алишер объявил секретным и записывался без трансляции с целью оставить трек и его гостя в секрете.
17 января 2020 года выходит альбом «Легендарная пыль», самым успешным треком которого становится «Ратататата», лидировавший в чартах Apple Music и ВКонтакте, а также занявший 6 позицию в чарте Яндекс.Музыки, 9 в чарте YouTube Music и 19 в чарте Shazam. Также трек занял 1 место в рейтинге музыкального сервиса «Звук», чей текст за период самоизоляции во время пандемии COVID-19 пользователи сервиса искали больше всего.

## Музыкальное видео
23 февраля 2020 года вышел видеоклип, срежиссированный Александром Романовым.

## Чарты
| Чарт (2020)            | Высшая позиция |
| ---------------------- | -------------- |
| Россия (Apple Music)   | 1              |
| Россия (ВКонтакте)     | 1              |
| Россия (YouTube Music) | 9              |
| Россия (Яндекс.Музыка) | 6              |
| Россия (Shazam)        | 19             |